# Euploea seitzi
Euploea seitzi är en fjärilsart som beskrevs av Hagen 1898. Euploea seitzi ingår i släktet Euploea och familjen praktfjärilar. Inga underarter finns listade i Catalogue of Life.